# Награди „Оскар“ (36-а церемония)
Тридесет и шестата церемония по връчване на филмовите награди „Оскар“ се провежда на 13 април 1964 година. На нея се връчват призове за най-добри постижения във филмовото изкуство за предходната 1963 година. Събитието отново е проведено в „Санта Моника Аудиториум“, Санта Моника, Калифорния. Водещ на представлението е актьорът Джак Лемън.
Победител на вечерта е британският филм „Том Джоунс“ на режисьора Тони Ричардсън с 10 номинации в различните категории, печелейки 4 от тях. Сред останалите основни заглавия са историческият епос „Клеопатра“, класическият уестърн „Завладяването на Дивия Запад“, „Хъд“ на Мартин Рит и италианският „8½“ на Федерико Фелини.
На настоящата церемония е единственият случай в историята на Оскарите, когато в актьорските категории трима изпълнители от един и същ филм са номинирани в една категория. Това се случва в категорията за поддържаща женска роля, с актриси от филма „Том Джоунс“. Победителката в тази категория, Маргарет Ръдърфорд, с възрастта си от 71 години е най-възрастната призьорка до онзи момент.
Интересен прецедент е връчването на статуетката за най-добра главна женска роля на Патриша Нийл, която всъщност изпълнява по-скоро поддържаща роля със сравнително малко екранно време.
Събитието е белязано и с първия Оскар за главна мъжка роля, връчен на чернокож изпълнител, в случая Сидни Поатие за изпълнението му в „Лилии в полето“.

## Филми с множество номинации и награди
| Долуизброените филми получават повече от 2 номинации в различните категории за настоящата церемония: - 10 номинации: „Том Джоунс“ - 9 номинации: „Клеопатра“ - 8 номинации: „Завладяването на Дивия Запад“ - 7 номинации: „Хъд“ - 6 номинации: „Кардиналът“, „Това е луд, луд, луд свят“ - 5 номинации: „8½“, „Полски лилии“, „Любов с подходящия непознат“ - 4 номинации: „Америка, Америка“ - 3 номинации: „Капитан Нюман“, „Сладката Ирма“ | Долуизброените филми получават повече от 1 награда „Оскар“ на настоящата церемония: - 4 статуетки: „Клеопатра“, „Том Джоунс“ - 3 статуетки: „Завладяването на Дивия Запад“, „Хъд“ - 2 статуетки: „8½“ |

## Номинации и награди
Долната таблица показва номинациите за наградите в основните категории. Победителите са изписани на първо място с удебелен шрифт.
| Най-добър филм | Най-добър режисьор |
| --- | --- |
| - Том Джоунс - Америка, Америка - Клеопатра - Завладяването на Дивия Запад - Полски лилии | - Тони Ричардсън – Том Джоунс - Елия Казан – Америка, Америка - Мартин Рит – Хъд - Ото Преминджър – Кардиналът - Федерико Фелини – 8½                                                              |
| Най-добра мъжка роля | Най-добра женска роля |
| - Сидни Поатие – Полски лилии - Пол Нюман – Хъд - Албърт Фини – Том Джоунс - Рекс Харисън – Клеопатра - Ричард Харис – Този спортен живот | - Патриша Нийл – Хъд - Ракел Робъртс – Този спортен живот - Шърли Маклейн – Сладката Ирма - Натали Ууд – Любов с подходящия непознат - Лесли Карон – Г-образната стая                              |
| Най-добра поддържаща мъжка роля | Най-добра поддържаща женска роля |
| - Мелвин Дъглас – Хъд - Хю Грифит – Том Джоунс - Джон Хюстън – Кардиналът - Боби Дерън – Капитан Нюман - Ник Адамс – Залезът на честта | - Маргарет Ръдърфорд – ВИП-овете - Лилия Скала – Полски лилии - Даян Чиленто – Том Джоунс - Едит Еванс – Том Джоунс - Джойс Редман – Том Джоунс                                                    |
| Най-добър оригинален сценарий | Най-добър адаптиран сценарий |
| - Завладяването на Дивия Запад – Джеймс Уеб - 8½ – Федерико Фелини, Еньо Фалиано, Тулио Пинели и Брунело Ронди - Америка, Америка – Елия Казан - Любов с подходящия непознат – Арнолд Шулман - Четирите дни на Неапол – Карло Бернари, Васко Пратолини, Нани Лой, Паскуале Кампинале и Масимо Франчиоза | - Том Джоунс – Джон Озбърн - Полски лилии – Джеймс По - Капитан Нюман – Ричард Брийн, Фиби Ефрон и Хенри Ефрон - Хъд – Ървинг Равич и Хариет Франк - Недели и Сибел – Антоан Тюдал и Серж Боргиньо |
| Най-добър чуждоезичен филм | |
| - 8½ (Италия) - Старата столица (Япония) - Лос Тарантос (Испания) - Нож във водата (Полша) - Червените фенери (Гърция) | |